# Сеймор Кромвелл
Сеймор Кромвелл (англ. Seymour Cromwell, 17 лютого 1934 — 2 травня 1977) — американський академічний веслувальник.
Срібний призер Олімпійських Ігор 1964 року в складі парної двійки.
Переможець Панамериканських ігор 1963 року в одиночці.
Срібний призер Чемпіонату світу 1966 року в складі парної двійки, бронзовий призер 1962 року в одиночці.
Срібний призер Чемпіонату Європи 1963 року в складі парної двійки, бронзовий призер 1961 року в одиночці.